# Луканія (фема)
Фема Луканія (грец. θέμα Λουκανίας) — військово-адміністративна одиниця Візантійської імперії (фема), яка розташовувалась на півдні Італії. Утворено між 968 та 975 роками. Отримала назву за старовинною областю Луканія. Припинила існування близько 1054 року внаслідок захоплення норманами.

## Історія
Налагодження стосунків Візантійської та Священної Римської імперій сприяло поліпшенню становища візантійців на півдні Італії. На деякий час зникла загроза з боку лангобардських володарів Салерно і Капуї. Тому між 968 та 975 роками за рішенням імператора Іоанна I або Василя II було утворено фему Луканію.
Розвиток цієї феми слабко досліджений, оскільки час від час у 980-х, 1010-х роках вона підпорядковувалася катепанові Італії, вважається, що навіть ставала частиною відповідного катепанату. Водночас саме тут Візантія мала найбільшу підтримку, оскільки греки становили значний відсоток.
Значення феми збільшилося, коли влада Візантії на півострові стала слабшати. У 1041 році вибухнуло потужне повстання лангобардів в Італійському катепанаті. З метою посилення захисту володінь відбувається відновлення феми. Саме у 1042 році Луканська фема стає опорою у боротьбі з повсталими, які на той час захопили усю Апулію, а катепанат опинився перед загрозою загибелі. луканські фортеці у гірській місцині стримали лангобардів, що дозволило у 1042 році перейти у наступ. До 1045 року влада Візантії була відновлена.
З цього часу фема Луканія стає одним з опорних пунктів імперії на півдні Італії. Втім поразки від норманів, особливо у 1053 році призвели до втрати цієї феми до 1054 року.

## Адміністрація
Межі феми Луканія відповідали сучасному регіону Базиліката (на півночі розташовувалася гора Вультуре, на півдні — Тарентська затока. Фема поділялася на 3 турми: Меркуріон, Лагонегро, Латиніанон. Центром були міста Турсі і Кассано (в часи небезпеки). На чолі стояв стратег.

## Відомі стратеги
- Євстафій Скепід (1040-ві)